# NGC 4088

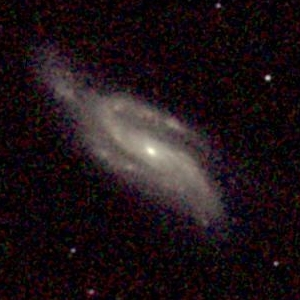
Cette image de NGC 4008 dans le domaine de l'infrarouge a été réalisée par l'étude 2MASS.

NGC 4088 est une galaxie spirale intermédiaire située dans la constellation de la Grande Ourse. NGC 4088 a été découverte par l'astronome germano-britannique William Herschel en 1788.

## Caractéristiques
La classe de luminosité de NGC 4088 est II-III et elle présente une large raie HI. Elle renferme également des régions d'hydrogène ionisé.

### Distance
Sa vitesse par rapport au fond diffus cosmologique est de 939 ± 14 km/s, ce qui correspond à une distance de Hubble de 13,85 ± 0,99 Mpc (∼45,2 millions d'al).
À ce jour, 32 mesures non basées sur le décalage vers le rouge (redshift) donnent une distance de 13,933 ± 2,910 Mpc (∼45,4 millions d'al), ce qui est à l'intérieur des valeurs de la distance de Hubble. Puisque cette galaxie est relativement rapprochée du Groupe local, cette distance est peut-être plus près de sa distance réelle que la distance de Hubble. Notons que c'est avec la valeur moyenne des mesures indépendantes, lorsqu'elles existent, que la base de données NASA/IPAC calcule le diamètre d'une galaxie.

### Morphologie
NGC 4088 a été utilisée par Gérard de Vaucouleurs comme une galaxie de type morphologique SAB(s)c pec dans son atlas des galaxies,.
NGC 4088 est une galaxie spirale de grand style, ce qui signifie que les bras de la galaxie sont bien définis.

### Galaxie particulière
Halton Arp a inclus cette galaxie dans l'Atlas of Peculiar Galaxies sous la désignation Arp 18. À son sujet, Arp écrit que la fin d'un bras spiral est partiellement déconnecté de la galaxie.

### Luminosité dans l'infrarouge
La luminosité de la galaxie NGC 4088  dans l'infrarouge lointain (de 40 à 400 µm)  est égale à 1,35 × 1010 {\displaystyle L_{\odot }} (1010,13{\displaystyle L_{\odot }}) et sa luminosité totale dans l'infrarouge (de 8 à 1 000 µm) est de 1,78 × 1010 {\displaystyle L_{\odot }} (1010,25{\displaystyle L_{\odot }}).

## Paire de galaxies

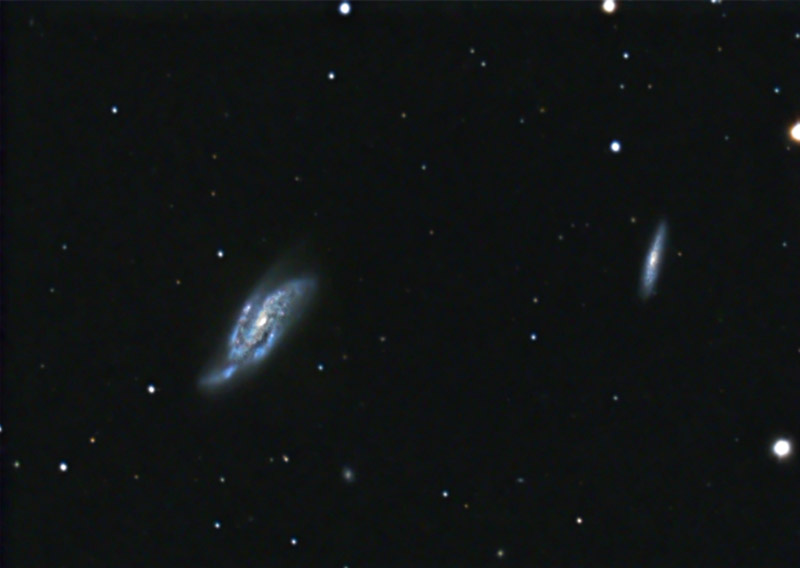
La paire de galaxies, NGC 4088 (à gauche) et NGC 4085, par Jeff Johnson, un astronome amateur.

NGC 4088 forme une paire de galaxies avec NGC 4085, située à environ 11 minutes d'arc.

## Trou noir supermassif
Selon une étude publiée en 2009 et basée sur la vitesse interne de la galaxie mesurée par le télescope spatial Hubble, la masse du trou noir supermassif au centre de NGC 4088 serait comprise entre 3,4 et 13 millions de {\displaystyle M_{\odot }}.

## Supernova
Deux supernovas ont été découvertes dans NGC 4088 : SN 1991G et SN 2009dd

### SN 1991G
Cette supernova a été découverte le 10 février 1991 par l’astronome américaine Jean Mueller de l'observatoire du mont Palomar. Cette supernova était de type II.

### SN 2009dd
Cette supernova a été découverte le 13 avril 2009 par les astronomes amateurs italiens Giancarlo Cortini, Alessandro Dimai et Elisa Londero, membre de l'association CROSS de l'association astronomique de Cortina. C'était la troisième plus brillante supernova de l'année 2009. Cette supernova était de type II.

## Groupe de M109 et de M101
NGC 4088 fait partie d'un vaste groupe de galaxies qui compte au moins 41 membres, le groupe de M109 (NGC 3992). On retrouve parmi ses membres les galaxies NGC 3726, NGC 3782, NGC 3870, NGC 3877, NGC 3893, NGC 3896, NGC 3917, NGC 3922, PGC 37217 (identifié faussement à NGC 3924), NGC 3928, NGC 3931, NGC 3949, NGC 3953, NGC 3985, M109 (NGC 3992), NGC 4010, NGC 4026, NGC 4085, NGC 4100, NGC 4102, NGC 4142, NGC 4157, NGC 4217 et NGC 4220.
D'autre part, dans un article publié en 1998 par Abraham Mahtessian, NGC 4085 fait aussi partie d'un groupe plus vaste qui compte plus de 80 galaxies, le groupe de M101. Plusieurs galaxies de la liste de Mahtessian se retrouvent également dans d'autres groupes décrits par A.M. Garcia, soit le groupe de NGC 3631, le groupe de NGC 3898, le groupe de M109 (NGC 3992), le groupe de NGC 4051, le groupe de M106 (NGC 4258) et le groupe de NGC 5457.
Plusieurs galaxies des six groupes de Garcia ne figurent pas dans la liste du groupe de M101 de Mahtessian. Il y a plus de 120 galaxies différentes dans les listes des deux auteurs. Puisque la frontière entre un amas galactique et un groupe de galaxie n'est pas clairement définie (on parle de 100 galaxies et moins pour un groupe), on pourrait qualifier le groupe de M101 d'amas galactique contenant plusieurs groupes de galaxies.

## Amas de la grande Ourse et superamas de la Vierge
Les groupes de M101 et de M109 font partie de l'amas de la Grande Ourse, l'un des amas galactiques du superamas de la Vierge.